# Sonny Wern
Sonny Wern (* in Rotterdam; eigentlich Damian Twilt) ist ein niederländischer DJ und Musikproduzent.

## Leben
Sonny Wern begann bereits mit acht Jahren mit dem Schlagzeugspiel. In seiner Jugend veröffentlichte er Hip-Hop-Beats. Später begann er mit dem DJing und machte sich zunächst einen Namen als regionaler DJ. 2021 begann er seine Musik selbst zu verlegen. Er veröffentlichte 2021 den Song Red Lipstick (Hey What’s Up It’s 616) zusammen mit Huts und Gang Speed, mit dem seine Produzentenkarriere startete. Er arbeitete mit unterschiedlichen Musikern zusammen und veröffentlichte unter anderem den Song Let U Go mit Jordan Jay und Idetto, der auf vielen Spotify-Playlists landete.
Im Januar 2023 veröffentlichte er einen Techno-Remix des Songs Dance for Me (1,2,3). Der ursprüngliche Song wurde bereits im Januar 2023 von den Produzenten Lyente und Quinten Circle mit Sängerin Zana veröffentlicht. Der Techno-Remix wurde dann über TikTok populär und erreichte mit Platz 44 die deutschen Singlecharts.

## Diskografie

### Singles
- 2021: Red Lipstick (Hey What’s Up It’s 616) (mit Huts und Gang Speed)
- 2021: Blinding Lights (mit New Beat Order)
- 2021: Faded (mit Huts und Idetto)
- 2021: Different Perrson (Lola’s Theme) (mit Agatino Romero)
- 2021: Prayer in A  (mit New Beat Order)
- 2021: Turn off the Lights (mit Sadboy)
- 2021: Time (Sonny Wern Remix) (mit Tvilling)
- 2021: Hypnotized (mit Fabian Farell, Azault & Fee van Deelen)
- 2021: Moth to a Flame (mit Off Topic)
- 2021: Let U Go (mit Jordan Jay & Idetto)
- 2022: Holding Out (mit Off Topic & Leshii)
- 2022: Mr. Lonely (mit Giuseppe Vittoria)
- 2022: Down Under (mit Gang Speed & Hey Colin!)
- 2022: Say Goodby (mit Max Fail)
- 2022: Crazy (mit Leoneer)
- 2022: Wizard (mit DJSM)
- 2022: Running Up That Hill (mit Dimmalou & Off Topic)
- 2022: Let’s Get Loud (mit Quinten Circle & Dimmalou)
- 2022: Don’t Blame Me (Oh Lord Save Me) (mit Kajak & Nightcore)
- 2022: Tough Love (mit Lyente)
- 2022: Worth It (mit Kajak)
- 2022: Doja (mit Quinten Circle)
- 2022: Mad Love (mit Kajak)
- 2022: Vivir Mi Vida (mit Mastik Lickers, Audiosonik & Benavides)
- 2022: No Scrubs (mit DJSM)
- 2022: Just Dance (mit Idetto & Nightcore)
- 2023: Out My Mind (mit Jordan Jay & MCN2)
- 2023: Leave Me Tomorrow (mit Jordan Jay, Kajak & French Original)
- 2023: Get the Party Started
- 2023: Players
- 2023: Chasing Highs (mit Dimmalou)
- 2023: Mi Amor (mit Miles & Miles)
- 2023: Makeba (mit BXT)
- 2023: Disturbia (mit Jonix & Lawstylez)
- 2023: Make It Shine (Victorious Theme) (mit Nikster & Dimmalou)
- 2023: Rhythm of the Night (Techno)
- 2023: Rock My Body (with Sash!) (mit R3hab, Inna & Sash!)
- 2023: Tattoo (mit Kajak)
- 2023: Dance for Me (1,2,3) (Stutter Techno) (mit Lyente, Quinten Circle & Zana)
- 2023: NRG (Sonny Wern Remix) (mit Jazzy)
- 2024: I Like To Move It (Muévelo) (mit Daddy Yankee)
- 2024: Mirror on the Wall